# 交通部中央氣象署地震震度分級
交通部中央氣象署地震震度分級是臺灣使用的地震震度分級，由交通部中央氣象署制定，以地動加速度與地動速度來區分，分為0級、1級、2級、3級、4級、5弱、5強、6弱、6強、7級，共10個等級。

## 歷史
臺灣的地震觀測始於日治時期，2000年8月之前的震度分級是沿用日本1936至1948年所使用的震度分級，將震度分成0級至6級，共7個等級，震度6級為地動加速度在250gal以上。1999年921大地震時中央氣象局曾記錄到地動加速度超過980gal的資料，由於測得震度6級的地區廣闊，不利於受災情況之研判，中央氣象局在2000年8月公告增加一個震度分級，以地動加速度400gal作為震度6級的上限（即震度6級為250至400gal），400gal以上定為震度7級。
由於震度5級與6級的區間較寬，不利於區分災情，且因為地震儀解析度與地震站密度的增加，原有的震度分級計算容易在小規模地震測到高震度，但此高震度範圍小、時間短暫，不致造成災情，中央氣象局決定將震度5級細分為5弱與5強、6級細分為6弱與6強，並修改震度計算流程，新制震度分級於2020年1月1日起實施。

## 震度分級表
下表為中央氣象局於2020年1月1日起實施的震度分級表。
| 震度分級 | 震度分級 | 人的感受                                                               | 屋內情形                                                                                                   | 屋外情形 |
| -------- | -------- | ---------------------------------------------------------------------- | --- | --- |
| 0級      | 無感     | 人無感覺。                                                             | | |
| 1級      | 微震     | 人靜止或位於高樓層時可感覺微小搖晃。                                   | | |
| 2級      | 輕震     | 大多數的人可感到搖晃，睡眠中的人有部分會醒來。                         | 電燈等懸掛物有小搖晃。                                                                                     | 靜止的汽車輕輕搖晃，類似卡車經過，但歷時很短。                                                                                             |
| 3級      | 弱震     | 幾乎所有的人都感覺搖晃，有的人會有恐懼感。                             | 房屋震動，碗盤門窗發出聲音，懸掛物搖擺。                                                                   | 靜止的汽車明顯搖動，電線略有搖晃。 |
| 4級      | 中震     | 有相當程度的恐懼感，部分的人會尋求躲避的地方，睡眠中的人幾乎都會驚醒。 | 房屋搖動甚烈，少數未固定物品可能傾倒掉落，少數傢俱移動，可能有輕微災害。                                   | 電線明顯搖晃，少數建築物牆磚可能剝落，小範圍山區可能發生落石，極少數地區電力或自來水可能中斷。                                             |
| 5弱      | 強震     | 大多數人會感到驚嚇恐慌，難以走動。                                     | 部分未固定物品傾倒掉落，少數傢俱可能移動或翻倒，少數門窗可能變形，部分牆壁產生裂痕。                       | 部分建築物牆磚剝落，部分山區可能發生落石，少數地區電力、自來水、瓦斯或通訊可能中斷。                                                       |
| 5強      | 強震     | 幾乎所有的人會感到驚嚇恐慌，難以走動。                                 | 大量未固定物品傾倒掉落，傢俱移動或翻倒，部分門窗變形，部分牆壁產生裂痕，極少數耐震較差房屋可能損壞或崩塌。 | 部分建築物牆磚剝落，部分山區發生落石，鬆軟土層可能出現噴沙噴泥現象，部分地區電力、自來水、瓦斯或通訊中斷，少數耐震較差磚牆可能損壞或崩塌。 |
| 6弱      | 烈震     | 搖晃劇烈以致站立困難。                                                 | 大量傢俱大幅移動或翻倒，門窗扭曲變形，部分耐震能力較差房屋可能損壞或倒塌。                                 | 部分地面出現裂痕，部分山區可能發生山崩，鬆軟土層出現噴沙噴泥現象，部分地區電力、自來水、瓦斯或通訊中斷。                                   |
| 6強      | 烈震     | 搖晃劇烈以致無法站穩。                                                 | 大量傢俱大幅移動或翻倒，門窗扭曲變形，部分耐震能力較差房屋可能損壞或倒塌，耐震能力較強房屋亦可能受損。     | 部分地面出現裂痕，山區可能發生山崩，鬆軟土層出現噴沙噴泥現象，可能大範圍地區電力、自來水、瓦斯或通訊中斷。                                 |
| 7級      | 劇震     | 搖晃劇烈以致無法依意志行動。                                           | 幾乎所有傢俱都大幅移動或翻倒，部分耐震較強建築物可能損壞或倒塌。                                           | 山崩地裂，地形地貌亦可能改變，多處鬆軟土層出現噴沙噴泥現象，大範圍地區電力、自來水、瓦斯或通訊中斷，鐵軌彎曲。                             |

註：屋內情形係以低樓層為例。

## 震度計算
2020年以前的震度是直接以地動加速度計算，2020年起的震度計算是參考日本氣象廳、美國地質調查所的計算方法以及臺灣學者的相關研究，以下為現行震度的計算流程。
1. 讀入加速度地震儀（強震儀）3向量加速度資料。
2. 資料進行10Hz低通濾波處理。
3. 取3向量合成震波，計算最大地動加速度（PGA）。
4. 透過地震震度與PGA範圍的對照表，計算地震震度。
5. 得到的計算震度不到5級時，以該計算震度為地震震度，結束計算流程；計算震度為5級以上時，繼續進行下一步驟。
6. 將3向量原始加速度資料積分至速度，並進行0.075Hz低切濾波處理。
7. 取3向量合成震波，計算最大地動速度（PGV）。
8. 透過地震震度與PGV範圍的對照表，計算地震震度。
9. 得到的計算震度不到4級時，設定地震震度為4級，否則以得到的計算震度為地震震度。

| 震度階級      | 0級  | 1級     | 2級     | 3級    | 4級   | 5弱    | 5強     | 6弱     | 6強     | 7級  |
| PGA (cm/sec2) | <0.8 | 0.8~2.5 | 2.5~8.0 | 8.0~25 | 25~80 | 80~140 | 140~250 | 250~440 | 440~800 | >800 |

| 震度階級     | 0級  | 1級     | 2級     | 3級     | 4級    | 5弱   | 5強   | 6弱   | 6強    | 7級  |
| PGV (cm/sec) | <0.2 | 0.2~0.7 | 0.7~1.9 | 1.9~5.7 | 5.7~15 | 15~30 | 30~50 | 50~80 | 80~140 | >140 |

## 震度紀錄

### 舊制
1991年7月到2000年8月中央氣象局紀錄到地動加速度超過400gal（即舊制震度7級）的資料共有53筆，其中1999年921大地震就包括20筆。以下為2000年8月至2019年12月中央氣象局的地震報告出現舊制震度7級的地震。
| 名稱               | 日期           | 測站位置                                                           | 最大地動加速度（gal） | 資料來源 |
| ------------------ | -------------- | ------------------------------------------------------------------ | --------------------- | -------- |
| 2000年宜蘭外海地震 | 2000年12月30日 | 宜蘭縣南澳鄉                                                       | 406.98                | [ 6 ]    |
| 2004年花蓮地震     | 2004年5月1日   | 花蓮縣秀林鄉太魯閣                                                 | 619.8                 | [ 7 ]    |
| 2004年東部外海地震 | 2004年5月8日   | 臺東縣蘭嶼鄉                                                       | 452.98                | [ 8 ]    |
| 2009年南投地震     | 2009年11月5日  | 南投縣名間鄉                                                       | 410.51                | [ 9 ]    |
| 2009年花蓮地震     | 2009年12月19日 | 花蓮縣豐濱鄉磯崎村                                                 | 539.89                | [ 10 ]   |
| 2013年花蓮地震     | 2013年10月31日 | 花蓮縣萬榮鄉西林村                                                 | 431.28                | [ 11 ]   |
| 2016年高雄美濃地震 | 2016年2月6日   | 臺南市山上區                                                       | 401.19                | [ 12 ]   |
| 2018年花蓮地震     | 2018年2月6日   | 宜蘭縣南澳鄉、花蓮縣花蓮市、花蓮縣壽豐鄉鹽寮村、花蓮縣秀林鄉太魯閣 | 484.51                | [ 13 ]   |
| 2019年花蓮地震     | 2019年4月18日  | 花蓮縣秀林鄉銅門村                                                 | 515.17                | [ 14 ]   |

### 新制
2020年2月25日宜蘭縣大同鄉發生芮氏規模5.3地震，最大震度為宜蘭南山5弱（以舊制計算為震度7級）。2021年4月18日花蓮縣壽豐鄉發生芮氏規模5.8、芮氏規模6.2地震，最大震度分別為花蓮水璉5弱、花蓮水璉5強，為新制震度分級實施後，首次達到5強的地震。2022年3月23日花蓮縣近海發生芮氏規模6.7地震，最大震度為臺東長濱6弱，為新制震度分級實施後，首次達到6弱的地震。2022年9月17日至18日臺東縣發生芮氏規模6.6、芮氏規模6.8地震，最大震度為臺東池上6強，為新制震度分級實施後，首次達到6強的地震。
根據國家災害防救科技中心的報告顯示，921大地震後至2019年底的災害地震中，僅921地震及2018年花蓮地震最大震度有達到新制分級中的7級震度。

## 備註
1. ↑  交通部中央氣象局於2023年9月15日升格為交通部中央氣象署

## 外部連結
- 最近地震 （页面存档备份，存于）
- 中央氣象署地震測報中心 （页面存档备份，存于）